# Караджабей (ільче)
Караджабей (тур. Karacabey) — ільче (округ) у складі ілу Бурса на заході Туреччини. Адміністративний центр — місто Караджабей.

## Склад
До складу ільче (округу) входить 1 буджак (район) та 65 населених пунктів (1 місто та 64 села):

### Найбільші населені пункти
| №  | Населений пункт | Населення, осіб (2011) |
| -- | --------------- | ---------------------- |
| 1  | Караджабей      | 54 296                 |
| 2  | Байрамдере      | 1 382                  |
| 3  | Караоджа        | 1 075                  |
| 4  | Султаніє        | 1 027                  |
| 5  | Дагкади         | 882                    |
| 6  | Субаши          | 826                    |
| 7  | Єнікараагач     | 814                    |
| 8  | Бейлік          | 737                    |
| 9  | Йолгази         | 711                    |
| 10 | Харманли        | 697                    |